# Elektra Records
Elektra was een platenmaatschappij die in 1950 werd opgericht door Jac Holzman in diens studentenkamer in Maryland. Hij werd geïnspireerd tot deze beslissing na een optreden van Georgianna Banister te hebben bijgewoond. Hij besloot de muziek zelf uit te geven en in 1951 verschenen 150 exemplaren van New Songs By John Gruen: 100 exemplaren voor de verkoop en 50 voor promotiedoeleinden. Na enkele maanden kreeg Elektra zijn eerste teleurstelling als beginnende platenmaatschappij. De distributeur was alleen de 50 gratis exemplaren kwijtgeraakt. De andere 100 kreeg Holzman weer terug.
Toch al niet een groot studiehoofd, besloot Holzman een eigen platenwinkel te starten met voornamelijk folkmuziek. De winkel werd heel vaak bezocht door folkliefhebbers uit de buurt en zo kwam Holzman in contact met folkzangeres Jean Ritchie. Resultaat was het tweede door Elektra uitgegeven album: Jean Ritchie Singing the Traditional Songs of Her Kentucky Mountain Family. Er werden enkele honderden exemplaren van verkocht, maar toch werd de LP goed ontvangen. Elektra bleek op de goede weg te zijn en Holzman besloot nu zijn eigen opnameapparatuur aan te schaffen.
Elektra groeide geleidelijk en richtte zich met name op folk en blues. In het begin van de jaren 60 kwam er een belangrijke doorbraak voor Elektra toen Holzman Judy Collins contracteerde. De zaken gingen daarna zo goed dat Holzman het produceren over ging laten aan Mark Abramson en later Paul Rothchild. Elektra koos nu voor het produceren van popartiesten, voornamelijk om commerciële redenen. Een eerste contract met The Lovin' Spoonful strandde, maar Elektra slaagde er wel in om de groep Love binnen te halen. In mei 1966 bezocht Holzman de Whiskey A Go-Go in Los Angeles om daar Love te zien optreden. Als openingsact trad een toen onbekende band op waarvan Holzman vooralsnog niet onder de indruk was, maar die later een van de meest legendarische rockgroepen van de 60's zou worden: The Doors. Na aarzelingen van met name Rothchild werd The Doors gecontracteerd.
Vanaf die tijd gingen de zaken uitstekend voor Elektra maar Holzman realiseerde zich dat zijn platenmaatschappij te klein was om zelfstandig te overleven. In 1967 verkocht hij Elektra voor 10 miljoen dollar aan Kinney National Company, al bleef Elektra wel als onderdeel van Warner Music Group zijn eigen keuzes maken en beslissingen nemen. Zo besloot Elektra in de jaren 70 zich meer op country, rock, en funk te richten. Holzman was er toen al niet meer bij: hij ging in 1973 met pensioen.
In februari 2004 besloot Warner om Elektra samen te voegen met Atlantic Records. Sindsdien worden albums onder het logo van Atlantic Records gepubliceerd.